# Ajedrez postal

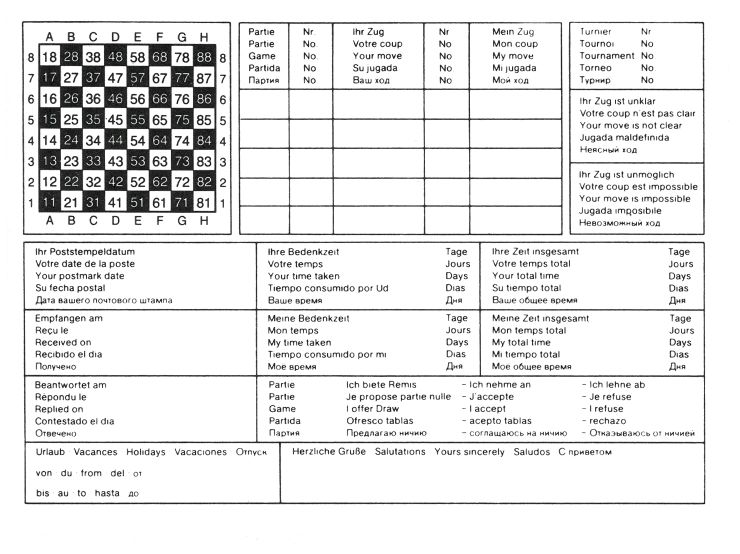
Modelo listo para rellenar.

El ajedrez postal o ajedrez por correspondencia es una modalidad del juego de ajedrez, que consiste en que los jugadores transmiten sus movimientos a través del correo.
Lógicamente, la duración de las partidas se extiende notablemente en el tiempo, pudiendo llegar a durar varios años. El control de tiempo de la partida suele ser de 50 días para efectúar 10 movimientos.
En la actualidad se disputan encuentros por correspondencia utilizando el correo electrónico. Una organización encargada de organizar eventos de estas características, incluyendo las Olimpiadas y el Campeonato del Mundo de Ajedrez (por correo, correo electrónico o servidor de ajedrez), es la International Correspondence Chess Federation (ICCF).

## Historia del ajedrez postal
Sobre los orígenes del ajedrez por correspondencia las referencias más fidedignas nos remontan a mediados del siglo XVII, según lo precisado por el inglés Thomas Hyde (1636-1702) en un libro sobre juegos orientales (Oxford,1694), mencionando detalladamente la actividad.
Esta práctica se extendió sin solución de continuidad hasta los albores del siglo pasado, limitándose exclusivamente a matches entre personalidades o clubes de ajedrez que se representaban a sí mismos o a las ciudades donde estaban asentados.
Según el columnista Leopold Hoffer (1842-1913) de la revista londiniense Field , el primer torneo por correspondencia lo organizó la Wiener Schachzeitung en 1893 a instancias de un mecenas (cuyo nombre no abandonó el anonimato) que donó 700 marcos para los premios, entusiasmado tras seguir las alternativas del torneo magistral de Dresde del año anterior, según se justificó.  La competencia se prolongó por espacio de quince meses y reunió a ocho concursantes, correspondiéndole el triunfo al joven Rudolf Charousek (1873-1900), que volvería a imponerse en la siguiente edición -1895/6- dedicándose luego a la práctica "frente a frente".
A partir de entonces, las revistas y periódicos que poseían secciones dedicadas al ajedrez, comenzaron a realizar (con fines puramente comerciales y de propaganda) verdaderos torneos magistrales.  Este auge estaba basado en la perfecta organización de cada uno, como los realizados por las revistas Deutsche Schachzeitung, Chess Review, Tidskrift for Schach y Schachvarlden, entre otras.  De esa manera los aficionados podían medir sus fuerzas ante destacados maestros que participaban en los mismos, tales como Alexander Alekhine (1892-1946), Aron Nimzowitsch (1886-1935), Géza Maroczy (1870-1951), Erich Eliskases (1913-1997). Max Euwe (1901-1981), Albert Becker (1896-1984), Ernst Grünfeld (1893-1962), Paul Keres (1916-1975), Efim Bogoljubow (1889-1952) y muchos otros cultores de la especialidad.
La diversidad de reglamentos para el juego -cada ente periodístico poseía el suyo- y la superposición de fechas para el inicio de los torneos, a lo que se sumaba el criterio para elegir los participantes, movió a un grupo de entusiastas aficionados a conformar una entidad a idea y semejanza de la FIDE (Federación Internacional de Ajedrez) que en 1924 viera la luz en París.

## ICSB - IFSB
En noviembre de 1927, Erich Otto Freienhagen (? -1933) publica un anuncio en Deutsche Schachzeitung invitando a sus lectores a intervenir en torneos privados de ajedrez por correspondencia.  Encuentra un inmediato eco.  Tanto es así que en enero de 1928 conforma la sección inaugural con la participación de Probst, Formaniak, Freienhagen, von Massow, Steinmeyer, Ahrend (alemanes), Potysch (polaco) y Olsen (noruego), quien terminaría por ganarlo.
La segunda edición quedaría en manos de von Massow y la tercera de Freienhagen.
Ante el constante incremento de inscritos, y como Freienhagen aspira a expandir la oferta de eventos (incorporando certámenes por equipos, temáticos, por categorías, etc.) ofrece a sus rivales que lo ayuden a constituir una institución formal.  Así nace en Berlín el 15 de agosto de 1928, la Internationaler Correspondenz-Schachbund (ICSB, Liga internacional de ajedrez por correspondencia), cuyo cuadro directivo está encabezado por Freienhagen y lo acompañan J. Keemink(holandés, vicepresidente), H. von Massow(alemán, secretario), K. Laue(alemán, tesorero), entre otros.
.
A poco de funcionar, se producen discrepancias -por su modo de actuar- entre el presidente y el resto de los directivos, a los que pone fin renunciando.
Continuará luego organizando torneos en forma particular, utilizando su publicación Brief-Schach para difundir la actividad.
Con el fin de diferenciarse de su predecesora, los demás miembros acuerdan dar vida a un nuevo ente. El 2 de diciembre de 1928 en Berlín, fundan la Internationalen Fernschach-Bundes (IFSB, Liga internacional de ajedrez a distancia) con el objetivo que el mundo reconociera al ajedrez postal como una especie particular e independiente de competencia con sus propias leyes, tarea a la que se abocaron el alemán Rudolf Duhrssen electo presidente, John Keemink, vice; Hans von Massow, secretario; Kurt Laue, tesorero; sus fundadores.
Como aparecía lejana la posibilidad de incorporar asociaciones nacionales como socios corporativos, se optó por atraer a los mejores ajedrecistas a fin de realizar campeonatos anuales de alto nivel.  El primero (1929-1930) fue ganado por Eduard Dyckhoff(1880-1949) de Alemania.

## ICCA - ICCF
Concluida la Segunda Guerra Mundial, el sueco Erik Larsson busca restablecer las comunicaciones con los ajedrecistas que habían competido en los torneos epistolares interrumpidos por el conflicto bélico.  Las primeras respuestas las recibe de J. Zaagman (HOL) y A. Stammwitz (ING).  Será principalmente con ellos que Larsson acordará las condiciones para la nueva entidad.
El 2 de diciembre de 1945, Larsson remite una circular general donde anuncia el advenimiento de la International Correspondence Chess Association (ICCA, Asociación Internacional de Ajedrez por Correspondencia), que tendrá por sede a Londres. Anticipa que en enero de 1946 se remitirá gratuitamente el primer número de Monthly Resume, su órgano informativo oficial, junto al Estatuto y Reglamentos que regirán a la Asociación.  Además la convocatoria para inscribirse en el "Torneo Seis Tableros", posteriormente reconocida como la I. Olimpíada por equipos por ICCF.  Cierra la nota con la nómina de la flamante comisión directiva: Baruch Wood (Inglaterra), presidente; J. Zaagman (Países Bajos), secretario; R. Evans Thomas (Inglaterra), tesorero y Erik Larsson (Suecia), director de Torneos y editor de Monthy Resume.
En el otoño de 1946 se incorporan las competencias por categorías.  Y al año siguiente, las preliminares del I. Campeonato mundial de ajedrez postal. Promediando 1948 se agudizan las diferencias entre Larsson y Wood, optando el primero por renunciar.  Wood se hace cargo de editar Monthly Resume, al que rebautiza Mail Chess (octubre, 1948), N. Yates (Inglaterra) asume como director de Torneos y G.Giles (Inglaterra) como tesorero.
En agosto de 1949 Wood sufre una enfermedad que lo obliga a internarse y tras una prolongada convalecencia anuncia el cese de la aparición de Mail Chess por problemas económicos.  En su número de despedida (44) incluye la propuesta de la British Correspondence Chess Association (BCCA, Asociación Británica de Ajedrez por Correspondencia) para constituir la International Correspondence Chess Federation(ICCF), acompañando un proyecto de Estatuto, que publica para ser debatido.
A lo largo de 1950, la ICCA queda acéfala dado que sólo los directores de torneos continúan con las actividades en precarias condiciones.  Esta situación mueve a Larsson a tomar la decisión de intervenir para reencauzar la institución que había creado. Busca un consenso sin exclusiones: recaba opiniones de ligas europeas (suma a la alemana, hasta entonces marginada), y de los otros cuatro continentes. Les formula una invitación para asistir a un Congreso a celebrarse en Londres, durante la Semana Santa de 1951, para discutir el futuro de la organización del ajedrez por correspondencia. Producto de sus deliberaciones redactan nuevos Estatutos (sobre la base de los sugeridos por la BCCA), Reglamentos de Juego y de Torneos.
El cónclave se cierra el 26 de marzo de 1951 con la declaración final y el anuncio de la fundación de la International Correspondence Chess Federation (ICCF), tomando posesión sus nuevas autoridades: Jean Louis Ormond(Suiza), presidente; Cecil Purdy (Australia), Edmund Adam (Alemania Federal) y Milan Vidmar (Yugoslavia), vicepresidentes; A. Stammwitz (Inglaterra), secretario general; Erik Larsson (Suecia), secretario de Torneos; C. Meredith (Inglaterra), tesorero y H. ter Braak (Países Bajos), secretario de matches.